# Ralf Junkerjürgen
Ralf Junkerjürgen (* 1. Mai 1969 in Rheda-Wiedenbrück) ist ein deutscher Professor für Romanistik an der Universität Regensburg. Seine Forschungsschwerpunkte liegen in den Bereichen populäre Kultur, Narratologie, Rezeptionsästhetik und Film.

## Studien und Lehrtätigkeit
Studiert hatte er Italienisch sowie Französisch und Deutsch, zunächst für das Lehramt an der WWU Münster. 2001 promovierte er an der Universität Münster. Nach einer Lehrtätigkeit an der Universität Marburg unterrichtete er zwischen 2001 und 2007 an der TU Chemnitz, wo er 2006 habilitiert wurde. Seit 2007 hat er eine Professur für Romanische Kulturwissenschaft an der Universität Regensburg inne. Er leitet seit 2023 das dortige Forschungszentrum Spanien.
Zu seinen Forschungsschwerpunkten gehört die Literatur des 19. und 20. Jahrhunderts, Narratologie, Literarische Körperdarstellung, Unterhaltungsforschung und das spanische Kino der Gegenwart. Monographien hat er unter anderem mit Pedro Álvarez Olañeta zu Alber Ponte erstellt.
Was die Lehrmethoden betrifft, so erprobt Junkerjürgen seit 2011 die an deutschen Universitäten in den Geisteswissenschaften wenig genutzte Projektarbeit und hat mit Studierenden Übersetzungen von Abenteuerromanen von Louis Boussenard und Jules Verne erstellt, die im Ablit-Verlag (München) erschienen sind. Dazu kamen Übersetzungen in Deutschland eher wenig bekannter Abenteuerromane von Emilio Salgari und Gabriel Ferry.
In der Lehre ist er unter anderem zu Themen wie französische Filme und ihre amerikanischen Remakes, der literarischen Übersetzung und zusammen mit Isabella von Treskow im Bereich Gesellschafts- und Medienanalyse von Amok, Schulmassakern und Gewaltexzessen tätig.

### Unterhaltungsforschung: Spannung
In seiner Studie Spannung – Narrative Verfahrensweisen der Leseraktivierung versuchte Junkerjürgen, Ergebnisse der empirisch arbeitenden Medienpsychologie für die strukturalistisch ausgerichtete Textanalyse fruchtbar zu machen und entwickelte daraus ein Modell literarischer Spannung, dessen Übertragbarkeit er an weiteren populären Autoren wie Karl May, J. R. R. Tolkien und Joanne K. Rowling überprüfte. Darunter befindet sich auch eine Figurentypologie, die anhand verschiedener Parameter die grundsätzliche Eignung von Figuren zu empathischen Wirkungen beschreibt. Junkerjürgen hat hierfür den Begriff der Empathiekapazität eingeführt. Am Beispiel etwa der Romane Jules Vernes zeigte er, in welchem Maße die Konturierung von Figuren Empathie beim (zeitgenössischen) Leser erlaubt oder verhindert.

### Haar
Junkerjürgen ist ebenso für seine Kulturgeschichte der Haarfarben in Europa seit der Antike bekannt. Ausgehend von der These, dass Stereotype aus einem komplexen Zusammenspiel verschiedener Faktoren entstehen, arbeitete er zunächst die Traditionslinien der Haarfarbdeutung in religiösen, physiognomischen, nationalistischen und literarischen Diskursen auf und entwickelte daraus ein mehrstufiges Erklärungsmodell.
Der Schweizer Tages-Anzeiger erbat eine kulturwissenschaftliche Stellungnahme Junkerjürgens zum Kurzhaarschnitt der Schweizer Schönheitskönigin Dominique Rinderknecht. Junkerjürgen antwortete, dass ihr Haarschnitt tatsächlich Ausdruck einer progressiven Haltung sei, „denn Kurzhaarfrisur und weibliche Selbstbestimmung gehören eng zusammen. Seit Aufkommen des Feminismus zu Ende des 19. Jahrhunderts symbolisiert die weibliche Kurzhaarfrisur die Opposition gegen ein traditionelles Rollenverständnis.“ Kurzes Haar bei Frauen sei dann aus der Mode gekommen und könne gegenwärtig wieder innovativ verwendet werden. Heute sei die Frisur nicht mehr spezifisch ein Ausdruck des Feminismus, sondern von Modernität.

### Spanisches Kino
In jüngerer Zeit hat sich Junkerjürgen dem von der deutschsprachigen Hispanistik nach dem Zweiten Weltkrieg eher wenig beachteten spanischen Kino zugewendet und mit einer Sammlung aus Einzelinterpretationen eine der ersten deutschsprachigen Überblicksdarstellungen herausgegeben.
Er war weiterhin als Juror beim spanischen Kurzfilmfestival von Alcalá de Henares und trug zum spanischen Film- und Kulturfestival CinEScultura in Regensburg bei. 2013 organisierte er die erste Verleihung des Premio cinEScultura für einen spanischen Kurzfilm. In dem Zusammenhang sind Forschung und Festival eng vernetzt, was im deutschen Sprachraum eher selten üblich ist.

### Übersetzungen
Junkerjürgen ist zudem Autor von Erzählungen und literarischen Übersetzungen aus dem Italienischen und Französischen.

## Schriften (Auszug)

### Monographien
- Spannung – Narrative Verfahrensweisen der Leseraktivierung. Eine Studie am Beispiel der Reiseromane von Jules Verne. Peter Lang, Frankfurt a. M. usw. 2002, ISBN 978-3-631-39376-5.
- Haarfarben. Eine Kulturgeschichte in Europa seit der Antike. Böhlau, Köln 2009, ISBN 978-3-412-20392-4.
- mit Pedro Álvarez Olañeta: Alber Ponte, corto en las venas. Acercamiento a un cineasta español. Vervuert, Frankfurt a. M. 2011, ISBN 978-3-86527-650-6.
- Jules Verne. Biographie. WBG Theiss, Darmstadt 2018, ISBN 978-3-8062-3746-7.
- Alexandre Dumas. Der vierte Musketier. wbg Theiss, Darmstadt 2020, ISBN 978-3-8062-4127-3.
- mit Annette Scholz: Andalusien. Reiseführer zu den Drehorten des Kinos. Schüren, Marburg 2022, ISBN 978-3-7410-0418-6.
- mit Annette Scholz: Barcelona, Costa Brava und Co. Reiseführer zu den Drehorten des Kinos. Schüren, Marburg 2022, ISBN 978-3-7410-0417-9.
- mit Annette Scholz: Madrid und Umgebung. Reiseführer zu den Drehorten des Kinos. Schüren, Marburg 2023, ISBN 978-3-7410-0419-3.
- Warum Winnetou wichtig war. Schüren, Marburg 2024, ISBN 978-3-7410-0486-5.

### Herausgeberschaft
- Gabriel Ferry: Die Kosakenjagd. Ablit, München 2013.
- Jules Verne: Der Graf von Chanteleine / Der Weg nach Frankreich. Ablit, München 2013.
- Louis Boussenard: Die Robinsons von Französisch-Guayana. Ablit, München 2012.
- Emilio Salgari: Der Schwarze Korsar. Ablit, München 2011.
- Spanische Filme des 20. Jahrhunderts in Einzeldarstellungen. Erich Schmidt, Berlin 2012 (Verlagslink).
- mit Jochen Mecke und Hubert Pöppel: Deutsche und Spanier – ein Kulturvergleich.Bundeszentrale für politische Bildung, Bonn 2012.
- Spanische Romane des 20. Jahrhunderts in Einzeldarstellungen. Erich Schmidt, Berlin 2010.
- Klassische Romane Europas in Einzeldarstellungen. Dr. Kovač, Hamburg 2007.
- mit Volker Dehs: Jules Verne. Stimmen und Deutungen zu seinem Werk. In Zusammenarbeit mit Volker Dehs. Phantastische Bibliothek, Wetzlar 2005.

### Aufsätze (Auswahl)
Narratologie; Spannung
- Vom Leben und vom Sterben der Kindheit. Abenteuerprofile bei Karl May und Emilio Salgari. In: Jahrbuch der Karl-May-Gesellschaft 2011. S. 203–223.
- Unreliable narration und suspicious reading. Zur Episierung der Psychoanalyse bei Svevo und Moravia. In: Archiv für das Studium der neueren Sprachen und Literaturen, 1 (2010), S. 108–124.
- Spannung und Medienwechsel. »The Fellowship of the Ring« als Buch, Film und Computerspiel. In: Brigitte Frizzoni, Ingrid Tomkowiak (Hrsg.): Unterhaltung. Konzepte, Formen, Wirkung. Chronos, Zürich 2006, S. 175–196.
- Die Spannung verdoppelte, nein verzehnfachte sich – ‚Der Schatz im Silbersee‘ im Spiegel psychologischer Rezeptionsästhetik. In: Jahrbuch der Karl-May-Gesellschaft. 2003, S. 67–86 (Link zum Volltext).
- Spannung – was ist das? Mit einer Analyse von Joanne K. Rowlings Harry Potter und der Stein der Weisen (1997). In: Dörte Bischoff, Joachim Frenk (Hrsg.): Sprach-Welten der Informationsgesellschaft: Perspektiven der Philologie. Litverlag, Münster 2002, S. 99–108.

Körper; Haar
- Von dummen Blondinen und jähzornigen Rothaarigen. Zur Geschichte und Entwicklung von Stereotypen um Haarfarben. In: Blick in die Wissenschaft. Forschungsmagazin der Universität Regensburg. 24 (2011), S. 3–7.
- Gendered Images of Creativity in Maupassant. In: Anne-Julia Zwierlein (Hrsg.): Gender and Creation: Surveying Gendered Concepts of Creativity, Authority, and Authorship, Winter, Heidelberg 2010, S. 149–157.
- Schwindel, Sturz, blondierte Locken – Zur Mythologie der falschen Blondine. In: Grenzgänge. Beiträge zu einer modernen Romanistik, 17, 33, (2010), S. 68–84.
- Figurenkonstellation als Lebensalter-Darstellung in La casa de Bernarda Alba. In: Text – Interpretation – Vergleich. Festschrift für Manfred Lentzen zum 65. Geburtstag, hrsg. von Elisabeth und Joachim Leeker, Erich Schmidt Verlag, Berlin 2005, S. 513–523.
- El cabello femenino como tema poético. In: Amelina Correa Ramón, Remedios Morales Raya, Miguel D’Ors Lois (Hrsg.): Estudios literarios en homenaje al Profesor Federico Bermúdez-Cañete, Universidad de Granada, Granada 2008, S. 231–248.

Medien; spanisches Kino
- Quantifying desire, qualifying disease. Gendered images of sexual addiction in Spanish Cinema of Pedro Almodóvar, Julio Medem, and Valérie Tasso. In: Anne Zwierlein, Iris Heid (Hrsg.): Gender and Disease in Literary and Medical Cultures / Geschlecht und Erkrankung in Literatur und Medizin. Winter, Heidelberg (in Vorbereitung).
- … not just simple remakes. Sweded movies als Filmtravestien. In: Zeitschrift für Medienwissenschaften. 8, (2013), S. 156–164.
- Spanisch-deutscher culture clash. Film- und Fernsehbilder der Migration im Wandel. In: Jochen Mecke, Hubert Pöppel, Ralf Junkerjürgen: Deutsche und Spanier – ein Kulturvergleich. Bundeszentrale für politische Bildung, Bonn 2012, S. 303–316.
- Bigas Luna: Jamón Jamón (1992). In: Spanische Filme des 20. Jahrhunderts in Einzeldarstellungen. Erich Schmidt, Berlin 2012, S. 235–254.
- Julio Medem: Lucía y el sexo (2001). In: Spanische Filme des 20. Jahrhunderts in Einzeldarstellungen, Erich Schmidt, Berlin 2012, S. 327–344.
- Pedro Lazaga: ¡Vente a Alemania, Pepe! (1971). In: Spanische Filme des 20. Jahrhunderts in Einzeldarstellungen, Erich Schmidt, Berlin 2012, S. 165–179.

## Auszeichnungen und Stipendien
- 2001: Besondere Auszeichnung der Universität Münster für die Dissertation
- August 1999: Stipendium des Istituto Trentino di Cultura für die Teilnahme an einem Kurs zur italienischen Literatur des 20. Jahrhunderts in Levico Terme / Italien
- 1997/98: Sprachassistent an der Escuela Oficial de Idiomas von Oviedo/Spanien über das Auswahlverfahren des PAD
- 1997: Preis des Romanischen Seminars Münster für das beste Examen des Prüfungstermins
- 1996: Gewinner des Literaturwettbewerbs für Kurzprosa des Senatsausschusses für Kunst und Kultur der Universität Münster
- 1996: Straßburg-Preis der Alfred Toepfer Stiftung F. V. S.
- 1992/93: Stipendium des DAAD (Romanisten nach Frankreich)